# نيل غوغ
نيل غوغ (بالإنجليزية: Neil Gough)‏ هو لاعب كرة قدم بريطاني، ولد في 1 سبتمبر 1981 في هارلو في المملكة المتحدة. لعب مع نادي باري تاون يونايتد ونادي تشيلمسفورد ونادي ليتون أورينت ونادي هيرفورد وهيبريدج سويفتس.